# Weekend in L.A.
Albums de George Benson
In Flight
(1977) Livin' Inside Your Love
(1979)
Lives de George Benson
In Concert-Carnegie Hall
(1976) Jazz on a Sunday Afternoon Vol. I
(1981)
Singles
1. On Broadway
Sortie : mars 1978
2. Lady Blue
Sortie : juillet 1978

Weekend in L.A. est un album live du guitariste et chanteur américain George Benson, sorti en 1978 chez Warner Bros. Records. Il a été enregistré en public au Roxy Theatre de West Hollywood, en Californie.
L'album a été certifié platine aux États-Unis et a atteint la première place des classements soul et jazz de Billboard. Weekend in L.A. contient notamment On Broadway, qui est l'une des chansons les plus connues et l'un des plus grands succès de George Benson. Elle permet au chanteur de remporter le Grammy Award de la meilleure prestation vocale R&B masculine en 1979.

## Liste des titres
| No  | Titre                    | Auteur                                                    | Durée |
| --- | ------------------------ | --------------------------------------------------------- | ----- |
| 1.  | Weekend in L.A.          | George Benson                                             | 7:28  |
| 2.  | On Broadway              | - Jerry Leiber - Barry Mann - Mike Stoller - Cynthia Weil | 10:07 |
| 3.  | Down Here on the Ground  | - Gale Garnett - Lalo Schifrin                            | 4:54  |
| 4.  | California P.M.          | Benson                                                    | 7:04  |
| 5.  | The Greatest Love of All | - Linda Creed - Michael Masser                            | 5:43  |
| 6.  | It's All in the Game     | - Charles Dawes - Carl Sigman                             | 3:54  |
| 7.  | Windsong                 | Neil Larsen                                               | 6:13  |
| 8.  | Ode to a Kudu            | Benson                                                    | 7:25  |
| 9.  | Lady Blue                | Leon Russell                                              | 3:39  |
| 10. | We All Remember Wes      | Stevie Wonder                                             | 5:47  |
| 11. | We as Love               | Ronnie Foster (en)                                        | 7:05  |

## Crédits
Musiciens
- George Benson – guitare, voix
- Phil Upchurch – guitar rythmique
- Jorge Dalto – piano acoustique, claviers
- Ronnie Foster – synthétiseurs
- Stanley Banks – basse
- Harvey Mason – batterie
- Ralph MacDonald – percussion
- Nick DeCaro –arrangements d'ensemble à cordes supplémentaires

Production
- Tommy LiPuma – producteur
- Noel Newbolt – assistant de production
- Al Schmitt – enregistrement, mixage
- Don Henderson – ingénieur adjoint
- Doug Sax – mastering au Mastering Lab (Hollywood, Californie)
- John Calbalka – direction artistique
- Brad Kanawyer – conception
- Charles DiBona – lettrage
- Tom Bert – photographie pochette et pochette intérieure
- Jim McCrary – photographie pochette arrière
- Fred Valentine – illustration des musiciens

## Classements et certifications
| Classement (1978)                   | Meilleure position |
| ----------------------------------- | ------------------ |
| États-Unis (Billboard 200)          | 5                  |
| États-Unis (Top R&B/Hip-Hop Albums) | 1                  |
| États-Unis (Top Jazz Albums)        | 1                  |
| Nouvelle-Zélande (RIANZ)            | 8                  |
| Royaume-Uni (UK Albums Chart)       | 47                 |

| Classement (1978)            | Position |
| ---------------------------- | -------- |
| États-Unis (Billboard 200)   | 26       |
| États-Unis (Top Soul Albums) | 7        |
| Nouvelle-Zélande (RIANZ)     | 45       |

### Certifications
| Pays                                  | Certification | Ventes certifiées |
| ------------------------------------- | ------------- | ----------------- |
| États-Unis (RIAA)                     | Platine       | 1 000 000^        |
| Royaume-Uni (BPI)                     | Argent        | 60 000^           |
| ^Mise en rayon selon la certification |               |                   |